# Schilda
Schilda är en kommun och ort i Landkreis Elbe-Elster i förbundslandet Brandenburg i Tyskland. 
Kommunen ingår i kommunalförbundet Amt Elsterland tillsammans med kommunerna Heideland, Rückersdorf, Schönborn och Tröbitz.